# Hydraena mahensis
Hydraena mahensis är en skalbaggsart som beskrevs av Scott 1913. Hydraena mahensis ingår i släktet Hydraena och familjen vattenbrynsbaggar. Inga underarter finns listade i Catalogue of Life.